# 绍尔斯
绍尔斯（法語：Chaourse）是法国皮卡第大区埃纳省的一个市镇，属于拉昂区塞尔河畔罗祖瓦县。该市镇2009年时的人口为539人。

## 人口
绍尔斯人口变化图示
| 数据来源：INSEE |